# 8136-os mellékút (Magyarország)
A 8136-os számú mellékút egy 46 kilométer hosszú, négy számjegyű mellékút Komárom-Esztergom és Győr-Moson-Sopron vármegyék területén. Fő feladata a Tata és Győr közötti, az 1-es főút által nem érintett települések feltárása és közöttük közúti kapcsolat biztosítása.

## Nyomvonala
Tata Óváros és Újtelep városrészei között indul, nyugat-délnyugati irányban, a 8119-es útból kiágazva, annak 58+450-es kilométerszelvénye táján. Belterületi szakasza megközelítőleg 2 kilométer hosszú, ez a Kocsi út nevet viseli, bár egy szakaszánál a kira.gov.hu térképe a Dózsa György utca nevet is feltünteti. 3,8 kilométer után, csomópont nélkül, felüljárón keresztezi az M1-es autópályát – a sztráda itt kevéssel a 71. kilométere előtt jár –, az 5. kilométerét elhagyva pedig Kocs területére lép.
Majdnem pontosan a 7. kilométerénél éri el Kocs lakott területét, ott előbb Tatai utca, majd Kossuth Lajos utca néven húzódik. 8,5 kilométer után észak felől beletorkollik a 8142-es út Komárom (Szőny)-Mocsa felől, alig 300 méterrel arrébb pedig, a település központjában a 8127-es út torkollik bele, dél (Mór-Pusztavám-Bokod-Dad) felől. Innen már Arany János utca néven halad tovább, 9,5 kilométer után pedig már ismét külterületek között jár.
14,5 kilométer után éri el Nagyigmánd határszélét (ezen a szakaszon a Komárom térségében található szélerőművek turbinái között halad), 18,8 kilométer után keresztezi a 13-as főutat, annak 13+250-es kilométerszelvénye közelében, a csomópontot elhagyva pedig már lakott területek közt folytatódik. Kezdeti szakaszán Jókai Mór utca a neve, majd – 19,2 kilométer után – kiágazik belőle a 81 136-os út Kisigmánd felé; innen a Kossuth Lajos utca, majd a József Attila utca, legvégül pedig a Győri utca nevet viseli. A település központjában, egy alig 700 méteres szakaszán három fontosabb elágazása is van: előbb a 8144-es út ágazik ki belőle délkelet felé, (amely a 8135-ös út Dad és Császár közötti szakaszáig húzódik, Szákszenden is keresztülhaladva) majd nem sokkal utána pár lépésnyi eltéréssel a 8147-es és 8146-os utak, előbbi észak (Ács), utóbbi délnyugat (Tárkány-Ászár) felé. A település nyugati széle előtt, a 22. kilométere után még keresztezi az út a Székesfehérvár–Komárom-vasútvonal vágányait, Nagyigmánd-Bábolna vasútállomás térségének északi szélénél, a keresztezés előtt ágazik ki a 81 328-as számú mellékút, amely az állomást szolgálja ki.
Még a 23. kilométere előtt az út Bábolna területére ér, a település lakott területének keleti szélét 26,6 kilométer után éri el. A települési neve itt mindvégig Mészáros utca, a központban pedig két jelentősebb kereszteződése van: a 27+350-es kilométerszelvénye táján a 8149-es út, alig 400 méterrel arrébb pedig a 8151-es út csatlakozik bele, utóbbival körforgalmú csomópontja van. A 8149-es Tárkány külterülete, míg a 8151-es Ács felől torkollik be.
Nagyjából a 29. kilométere táján halad el a legnyugatibb bábolnai házak mellett, és nem sokkal ezt követően már át is lép a következő település, Bana területére. 31,4 kilométer után éri el e falu keleti szélét, ahol a Mártírok útja nevet veszi fel és viseli egészen a központjáig. Ott beletorkollik az M1-es autópálya ácsi csomópontjától idáig húzódó 81 141-es út, a 8136-os pedig egyben irányt is vált: előbb a Jókai Mór utca, majd a község nyugati részén, egy újabb irányváltást követően a Petőfi Sándor utca nevet veszi fel. Ezen a néven hagyja el a belterületet, 33,6 kilométer után.
A 34+550-es kilométerszelvénye közelében lép át Bőny területére, a váltást egy útkereszteződés világosan jelöli, mivel a Nagyszentjánosról érkező 8152-es út pontosan a két község határvonalát kísérve csatlakozik be a 8136-os útba. Itt a vármegyehatárt is átlépi: az út itt lép át Komárom-Esztergomból Győr-Moson-Sopronba. Bőnyre nagyjából 36 kilométer megtétele után lép az út, Szabadság út néven, az egyetlen komolyabb kereszteződését itt mintegy 700 méter után éri el: a Rétalapra vezető 81 138-as út ágazik ott ki belőle, délkeleti irányban. Már bőven külterületen jár, 40,8 kilométer teljesítésén túl, amikor még egy országos közútnak számító útszakasz ágazik ki belőle: ez a 81 139-es út, amely Bőny-Szőlőhegy településrészre vezet, északi irányban.
43,4 kilométer után az út eléri Bőny és Pér határszélét, innentől egy darabig a határvonalat kíséri, de Pért ennél jobban nem érinti, a falu lakott területe kilométerekkel arrébb, délnyugati irányban van. A 44+750-es kilométerszelvényét elhagyva elhalad az előbbi két település, továbbá Győr és Töltéstava négyeshatára mellett, innen a két utóbbi helység határát követi, ám már nem sokáig. Pár száz méterrel ezután ugyanis csomóponttal keresztezi az M1-es autópályát, kevéssel annak 112. kilométere előtt [Győrszentiváni csomópont], ahol a csomóponti le- és felhajtó útágak körforgalommal csatlakoznak a sztrádát keresztező alsóbbrendű úthoz, és a második, északi körforgalom után a 8136-os út véget is ér, egyenes folytatása már főútként folytatódik, 813-as útszámozással, ez a főút a város keleti elkerülője.
Teljes hossza, az országos közutak térképes nyilvántartását szolgáló kira.gov.hu adatbázisa szerint 46,075 kilométer.

## Története
1934-ben a kereskedelem- és közlekedésügyi miniszter 70 846/1934. számú rendelete harmadrendű főúttá nyilvánította, a Budapesttől Győrig húzódó, de az érintett települések elkerülése helyett inkább azok feltárását szolgáló 802-es főút részeként.
A mai 813-as főút forgalomba helyezése előtt minden bizonnyal hosszabb volt mai kiterjedésénél, mert szinte biztosan Győr belterületének déli peremvidékéig vezetett és a 81-es főútba becsatlakozva érhetett véget. A 81-es főút 81+200-as kilométerszelvényénél lévő körforgalomba keleti irányból ma is egy olyan út csatlakozik, amely a Tatai út nevet viseli, és tulajdonképpen megfeleltethető a 8136-os út egyenes folytatásának. Ez gyakorlatilag egyértelművé teszi, hogy valamikor ez is a mellékút része lehetett, ma már viszont önkormányzati útként működik.

## Települések az út mentén
- Tata
- Kocs
- Nagyigmánd
- Bábolna
- Bana
- Bőny
- (Pér)
- (Töltéstava)
- (Győr)